# Hadsund Dyrehave
Hadsund Dyrehave er en dyrepark midt i Hadsund. Dyrehaven blev anlagt i 1983 af nogle lokale initiativtagere. Det startede først med mindre indhegning af området bag Rosendalssøen. Senere blev der bygget et bjælkehus til dyrene og et overdækket udkigstårn, med med borde og bænke. Nogle år senere kom der et indhegnet areal med geder. I dyrehaven er der ca. 20 dådyr, otte sikahjorte og 10 geder. Dyrehaven ligger ved Ringvejen/Gl. Visborgvej i nærheden af Hadsund Egnsmuseum.
Hadsund Dyrehaveforening blev stiftet i 1983, og har 200 medlemmer.

## Galleri
- Udsigtsplatformen i Hadsund Dyrehave
- Hjortenes hytte
- Dyrehaven set mod nord
- Dyrehaven set mod øst
- Hjortene i dyrehaven
- Dyrehaven set mod nordøst